# Eva Schlegel

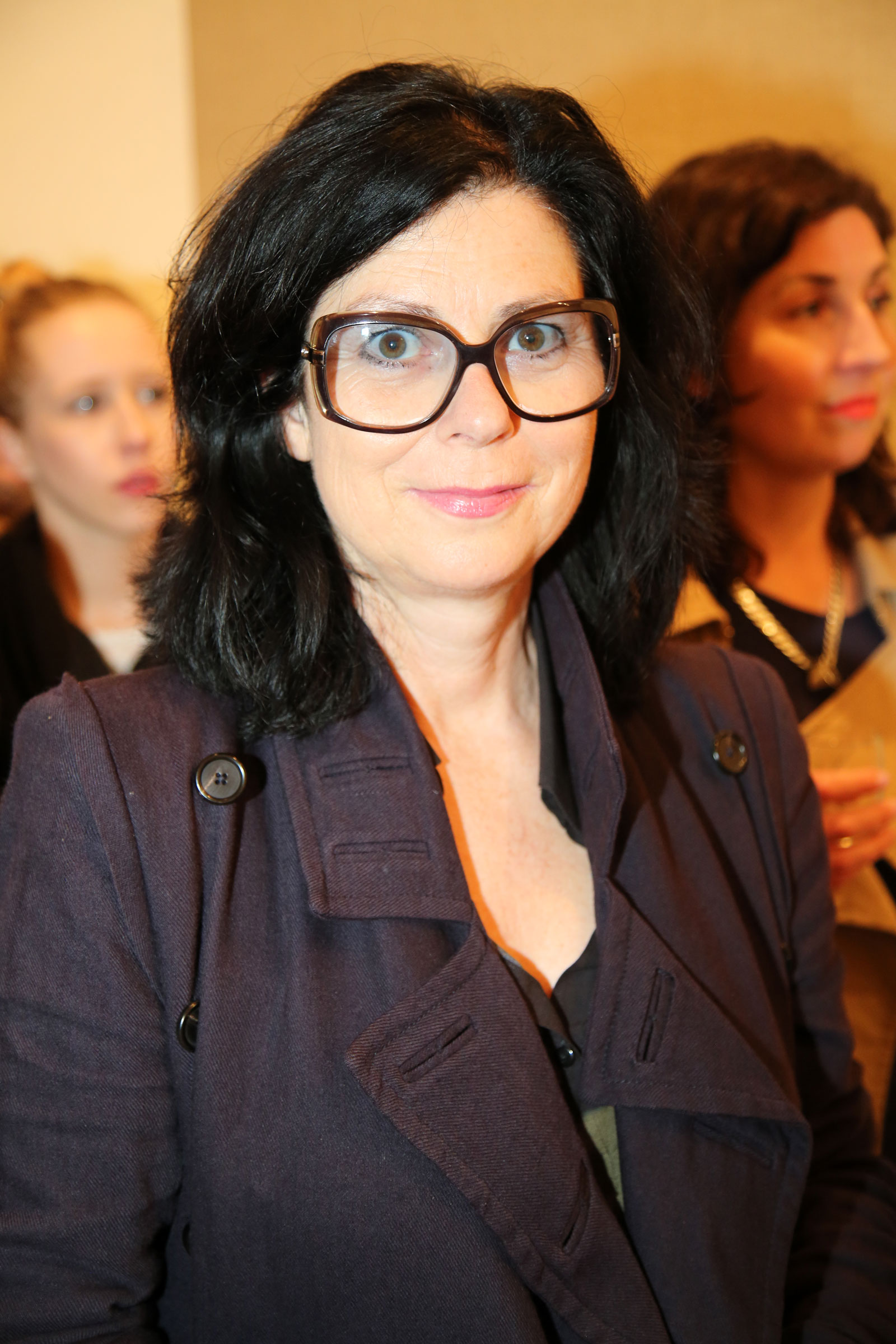
Eva Schlegel (2015)

Eva Schlegel (* 8. März 1960 in Hall in Tirol) ist eine österreichische Künstlerin und ehemalige Hochschullehrerin. Für ihre Arbeiten wurde sie mehrfach mit österreichischen Ehrenzeichen geehrt.

## Leben und Wirken

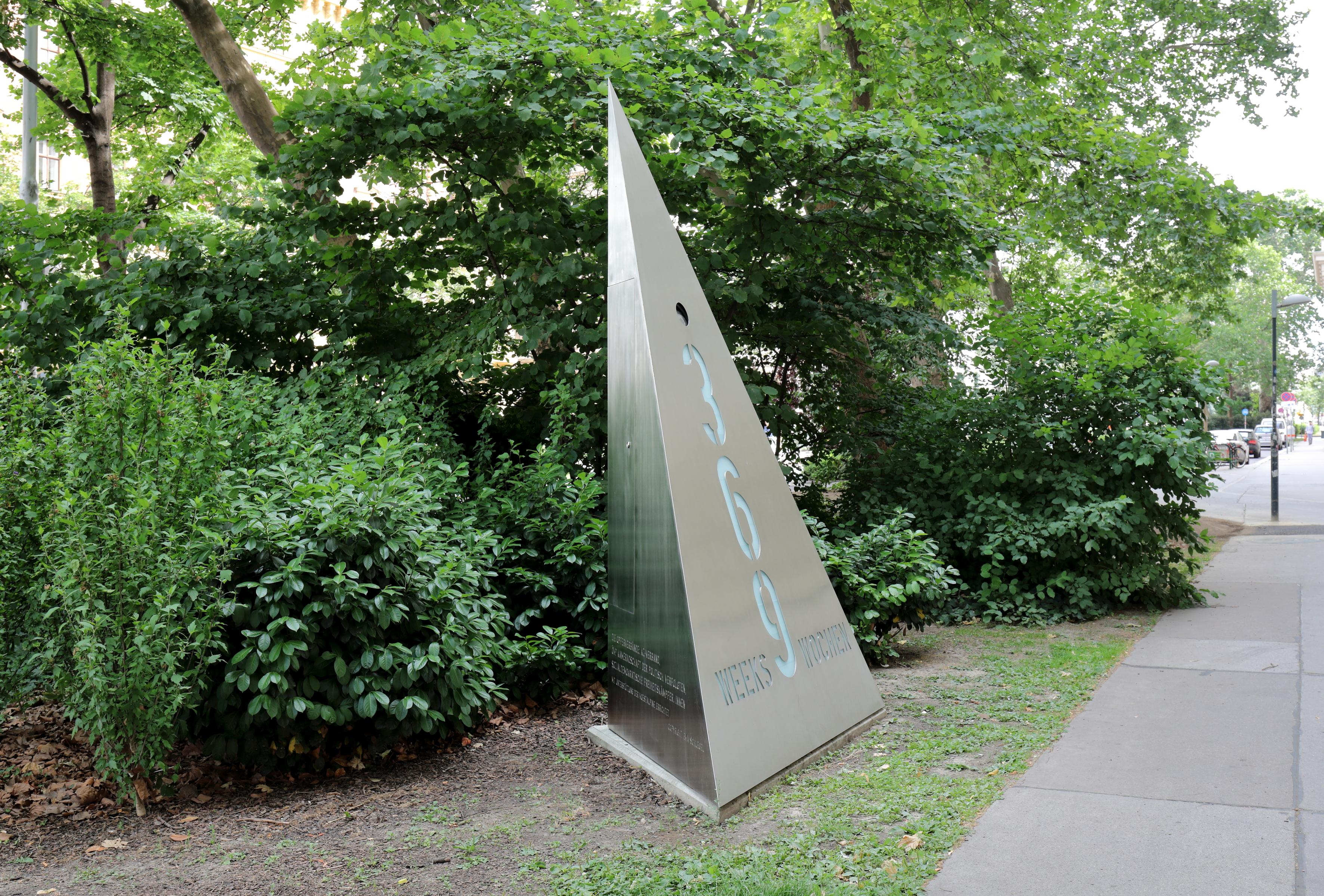
Mahnmal beim Landesgericht

Von 1979 bis 1985 absolvierte Schlegel ein Studium an der Wiener Universität für angewandte Kunst in der Meisterklasse von Oswald Oberhuber. Sie lehrte von 1997 bis 2006 als Universitätsprofessorin für Kunst und Fotografie an der Wiener Akademie der bildenden Künste.
Sie war 1995 als Künstlerin bei Kommissär Peter Weibel Teilnehmerin an der Biennale von Venedig und gestaltete die Fassade des Ausstellungsgebäudes mit einer Arbeit zwischen Schrift und Bild.
Bei der 54. Biennale di Venezia, die von Anfang Juni bis Ende November 2011 stattfand, wurde Schlegel zur Kommissärin für den österreichischen Beitrag berufen.
Im März 2015 gestaltete sie eine Titelseite der österreichischen Zeitung Die Presse.
Im April 2015 wurde das von ihr gestaltete Mahnmal für über 1200 Opfer der Justiz des nationalsozialistischen Regimes beim Landesgericht für Strafsachen Wien enthüllt. Die Pyramide aus Stahl trägt den Schriftzug „369 Wochen“. Dieser wird als Lichtinstallation auf die Außenwand des Landesgerichts projiziert und steht symbolisch für die 369 Wochen der NS-Herrschaft in Wien.
Für einen neuen Dachaufbau des Leopold Museums im Wiener MuseumsQuartier, die so genannte MQ Libelle, gestaltete Schlegel 2019 die 60 Glasfenster.
Eva Schlegel lebt und arbeitet in Wien.

## Ausstellungen
- 2019: POSTCARD RELOADED, Europäischer Kunstverein im Museum Kunstraum Potsdam
- 2018: Fascination Japan – Teapavillion, Kunstforum, Vienna
- 2018: Spaces.Eva Schlegel , Kunsthalle Krems, Krems
- 2018: Broken Lines, Frank Lloyd Wright#s 140 Maiden Lane, San Francisco
- 2018: Bodyfiction, Hungarian Museum of Photography, Kecskemét
- 2018: Detour, Artipelag, Sweden
- 2018: Lieben, Taxispalais – Kunsthalle Tirol, Innsbruck
- 2017: Karl Lagerfeld Highlights Paris Photo, Grand Palais, Paris
- 2016: Kochi-Muziris Biennale, Kochi
- 2016: JP Morgan’s curators highlights Paris Photo, Grand Palais, Paris
- 2014: Photobiennale-2014, Ekatarina Cultural Foundation, Moskau
- 2014: Eva Schlegel, Gallery Wendi Norris, San Francisco
- 2014: Galerie Zavodny, Mikulov
- 2013: Eva Schlegel. No Man´s Heaven, Salzburger Festspiele, Salzburg
- 2013: Museum of Contemporary Art, Chicago
- 2012: GALLERYSKE, Bangalore
- 2011: Höhenrausch OK Zentrum, Linz
- 2011: ESA Tropical Team – Human Spaceflight Research, European Space Agency – ESA
- 2010: In Between, MAK–Museum für angewandte Kunst, Vienna
- 2010: Eva Schlegel, Galerie Krinzinger, Vienna
- 2008: Fotografie aus der Sammlung Deutsche Bank, Sammlung Deutsche Bank, Berlin
- 2008: everybody nobody, Galerie Fortlaan, Gent
- 2008: LeRoy Neiman Center for print Studies, New York
- 2008: Façade – permanent architectural intervention, Museum der Moderne Salzburg, Salzburg
- 2007: Walkway – permanent architectural intervention, Novartis Campus, Basel
- 2007: 4 stairways / 2 ramps – permanent architectural interventions, Novartis Campus, Basel
- 2006: Simultan, Fotomuseum Winterthur, Winterthur
- 2005: Eva Schlegel, Galleri Bo Bjerggaard, Copenhagen
- 2005: Eva Schlegel, Secession, Vienna
- 2003: LA women, Mak Center for Art and Architecture – L.A. Schindler House, Los Angeles
- 2000: Galerie im Taxispalais, Innsbruck
- 1997: Streetlevel Gallery, Glasgow
- 1996: Wunderkammer Österreich, Kunsthaus Zürich, Zurich
- 1995: Venice Biennale – Austrian Pavillon, in cooperation with Coop Himmelb(l)au, Venice
- 1995: Austria im Rosennetz, MAK–Museum für angewandte Kunst, Vienna
- 1994: Shoshana Wayne Gallery, Los Angeles
- 1994: Galerie Peter Kilchmann, Zurich
- 1994: The Photographers Gallery, London
- 1992: European Photography Award – Erster Preis, Bahnhof Westend, Berlin
- 1992: The Boundary Rider, Biennale of Sydney, Sydney
- 1991: Cadences. Icon and Abstraction in Context, Museum of Contemporary Art, Los Angeles, Los Angeles
- 1990: Shoshana Wayne Gallery, Los Angeles
- 1990: Aperto 1990, Venice Biennale
- 1989: Kunst der letzten 10 Jahre, Museum Moderner Kunst Stiftung Ludwig, Vienna
- 1988: Biennale of Sydney, Sydney

## Auszeichnungen
- 1996 Preis der Stadt Wien für Bildende Kunst
- 1999 Tiroler Landespreis für zeitgenössische Kunst
- 2010 Tiroler Landespreis für Kunst
- 2011 Tirolerin des Jahres
- 2011 Goldenes Verdienstzeichen des Landes Wien[6]
- 2015/17 Ehrenzeichen des Landes Tirol
- 2019 Österreichisches Ehrenzeichen für Wissenschaft und Kunst[7]